# Richter
Richter je priimek v Sloveniji in tujini. Po podatkih Statističnega urada Republike Slovenije je na dan 1. januarja 2011 v Slovenjiji uporabljalo ta priimek 67 oseb.  

## Znani slovenski nosilci priimka
- Franc Janez Ksaver Richter (1783—1856), zgodovinar, topograf, književnik, urednik in šolnik (licejski prof.) v Ljubljani (nemško Franz Xaver Johann Richter)
- Jakob Richter (1902—1975), duhovnik, šolnik in mariborski škofijski arhivar
- Jana Richter (1891—?), operna pevka češkega rodu (mdr. pela v Ljubljani)
- Marjan Richter (1935-2025), podvodni fotograf in filmski snemalec; častni član Prirodoslovnega društva Slovenije
- Nevenka Richter Peče, gradbenica in založnica v Mariboru
- Vanda Vremšak Richter (*1958), gemanistka, lektorica, prevajalka, slikarka

## Znani tuji nosilci priimka
- Annegret Richter (*1950), nemška atletinja, sprinterka
- Branimir (Branko) Richter (1920—2012), hrvaški parazitolog in univ. profesor
- Burchard Adam von Richter (1782—1832), ruski general
- Burton Richter (1931—2018), ameriški fizik, nobelovec leta 1976
- Charles Francis Richter (1900—1985), ameriški fizik in seizmolog
- Conrad Richter (1890—1968), ameriški pisatelj
- Daniel Richter (*1962), nemški (in avstrijski) slikar
- Eugen Richter (1838—1906), nemški politik
- František Ksaver Richter (1709—1789), češki skladatelj (nemško Franz Xaver Richter)
- Gerhard Richter (*1932—), nemški slikar
- Hans Richter (1843—1916), avstrijsko-madžarski dirigent
- Hans Richter (1888—1976), nemško-ameriški slikar in filmski ustvarjalec
- Henri-Joseph-Martin Richter (1877—1947), francoski general
- Hans Theo Richter (1902—1969), nemški risar in grafik
- Hans Werner Richter (1908—1993), nemški pisatelj
- Hieronymus Theodor Richter (1824—1898), nemški kemik
- Jeremias Benjamin Richter (1762—1807), nemški kemik
- Johann Paul Friederich Richter (1763—1825), nemški pisatelj (psevdonim Jean Paul)
- Joseph Richter (1749—1813), dunajski dramatik, avtor komedije Die Feldmühle (1777), po kateri je nastala Županova Micka
- Karl Richter (1926—1981), nemški organist, čembalist in dirigent
- Ludmila Richterová (*1977), češka teniška igralka
- Ludwig Richter (1803—1884), nemški slikar in grafik
- Marijan Richter (*1957), hrvaški slikar in glasbenik, umetnostni teoretik
- Pavel Richter (*1954), češki hokejist
- Svjatoslav T.(eofilovič) Richter / Rihter (1915—1997), ruski pianist
- Ulrike Richter (*1959), vzhodnonemška plavalka
- Vjenceslav Richter (1917—2002), hrvaški arhitekt, urbanist in večstranski likovni umetnik (grafični oblikovalec, slikar, kipar, scenograf)